# Williamia gussoni
Williamia gussoni é uma espécie de molusco pertencente à família Siphonariidae.
A autoridade científica da espécie é Costa O. G., tendo sido descrita no ano de 1829.
Trata-se de uma espécie presente no território português, incluindo a zona económica exclusiva.